# سی‌دی‌ایکس۱

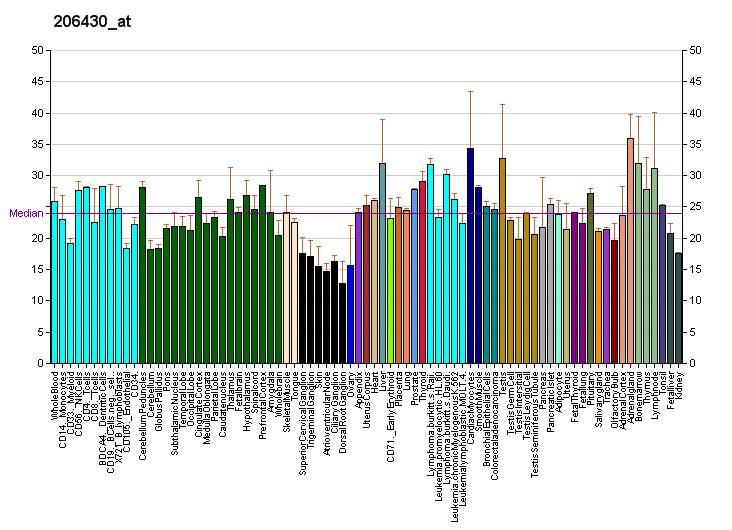
ژن سی‌دی‌ایکس۱

ژن سی‌دی‌ایکس۱ (به انگلیسی Cdx1 gene) یکی از انواع ژنهای سی‌دی‌ایکس است که سنتز پروتئین سی‌دی‌ایکس۱ را از طریق ساخته شدن آران‌ای مربوطه برعهده دارد.

## نحوه فعال شدن ژن سی‌دی‌ایکس۱
برای فعال شدن ژن سی‌دی‌ایکس۱ پروتئین لف۱ شرکت دارد. پروتئین سی‌دی‌ایکس۱ نیز در بخش راه‌انداز ژن سی‌دی‌ایکس۱ حضور دارد. پروتئین لف۱ با پروتئین سی‌دی‌ایکس۱ برهم‌کنش فیزیکی دارند.